# Hansgeorg Stengel

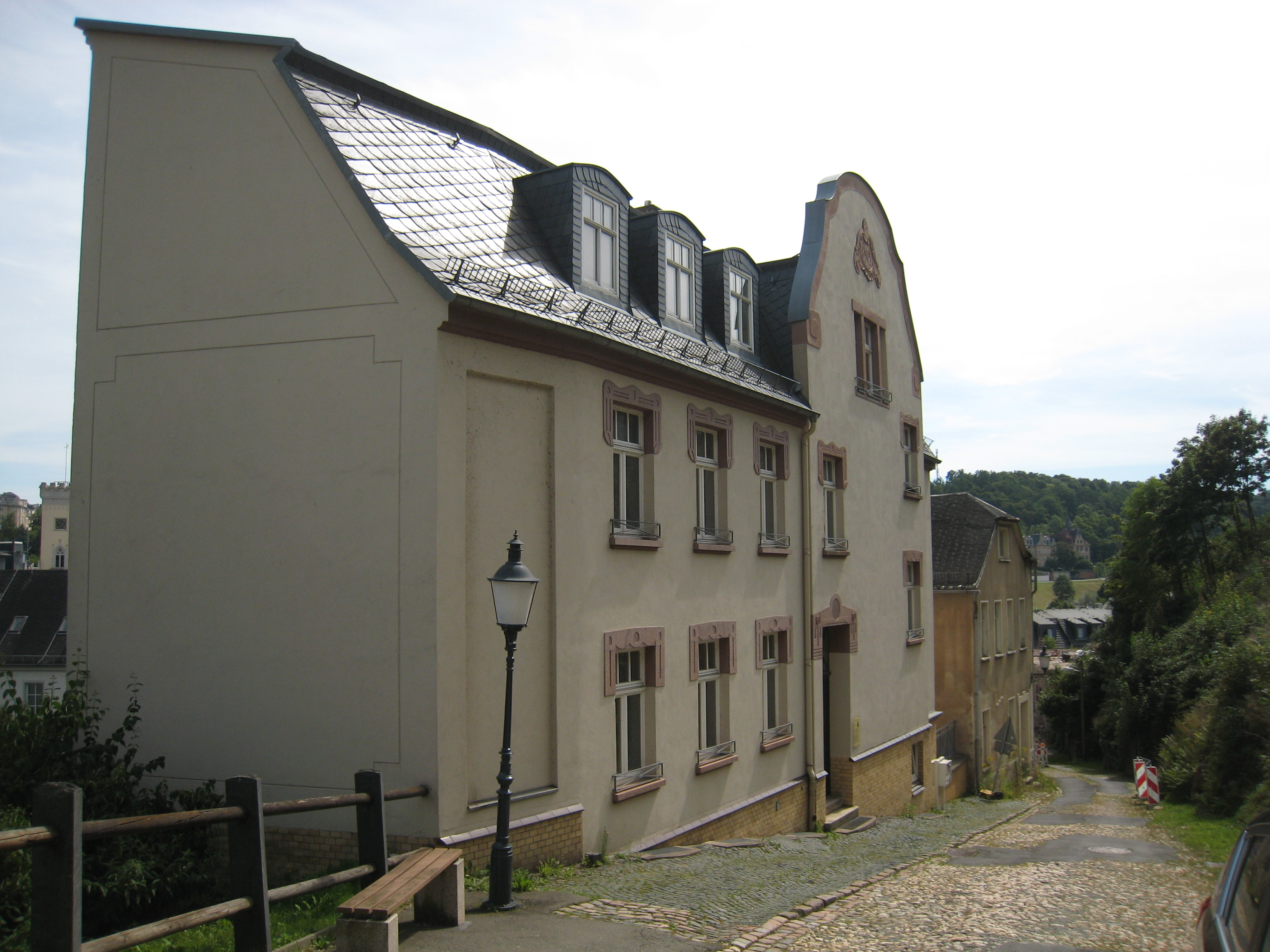
Wohnhaus in Greiz, Am Schloßberg 10

Hansgeorg Stengel (* 30. Juli 1922 in Greiz; † 30. Juli 2003 in Berlin) war ein deutscher Journalist, Dichter, Satiriker und Kabarettist.

## Leben

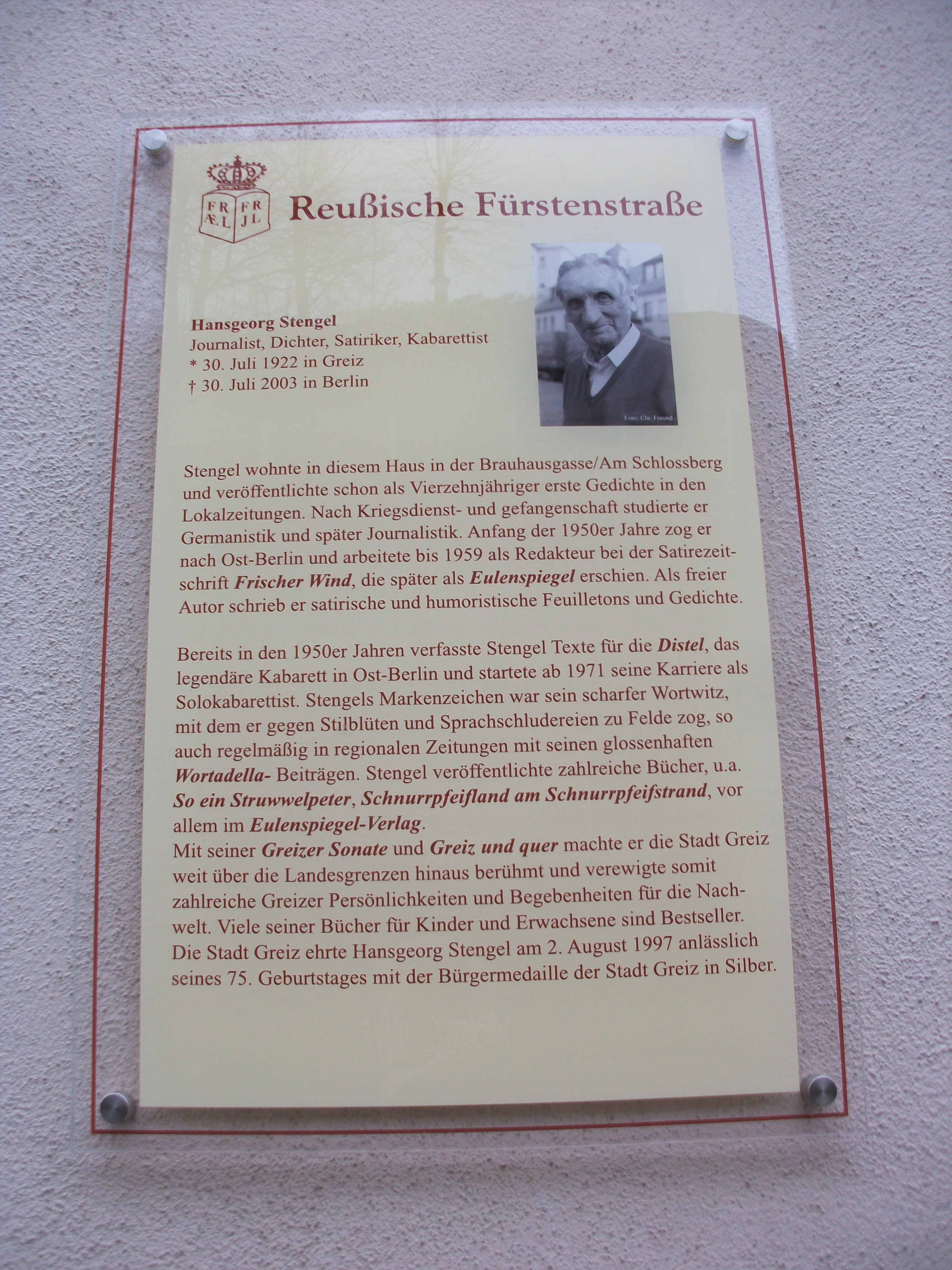
Infotafel am Wohnhaus von Hansgeorg Stengel in Greiz

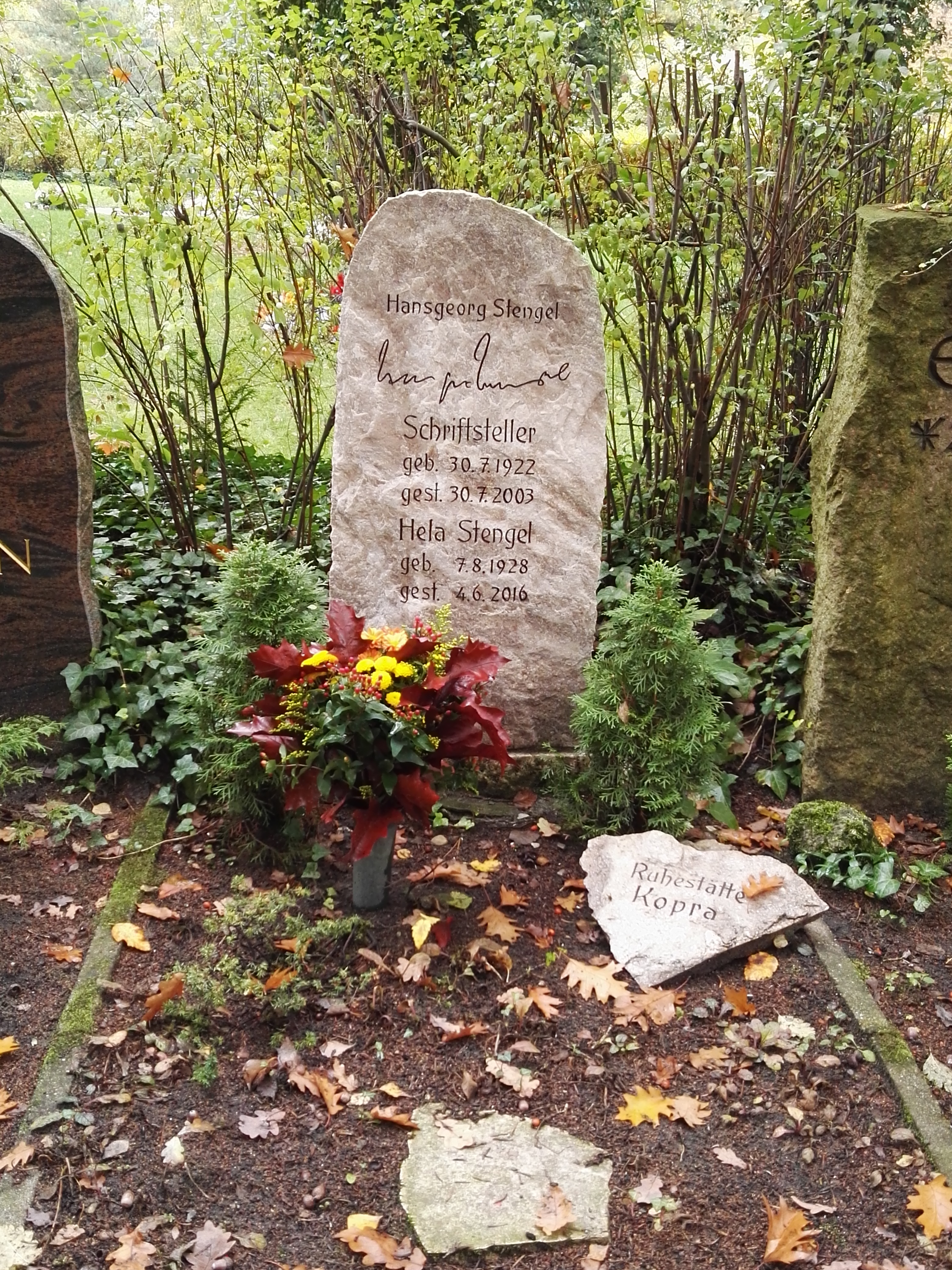
Grabstein für Hansgeorg Stengel auf dem Zentralfriedhof Friedrichsfelde in Berlin-Lichtenberg

Hansgeorg Stengel, Sohn eines Lehrers und von Erich Kästner beeindruckt, veröffentlichte schon als 14-Jähriger erste Gedichte in Lokalzeitungen. Er wohnte in der Brauhausgasse/Am Schloßberg 10 im Greizer Stadtzentrum, wo 2018 eine Gedenktafel für ihn angebracht wurde. Nach Kriegsdienst und -gefangenschaft studierte er Germanistik und später Journalistik.
Anfang der 1950er Jahre zog er nach Ost-Berlin. Er arbeitete zunächst als Redakteur bei der Satirezeitschrift Frischer Wind, die später als Eulenspiegel erschien. Bis 1959 war er dort als „Redakteur für Sprache und Stil“ angestellt, danach arbeitete er als freier Autor.
Nachdem er in den 1950er Jahren Kabaretttexte für die Distel in Ost-Berlin verfasst hatte, startete Stengel 1971 seine Karriere als Solokabarettist. Trotz seiner großen Popularität hatte er im Fernsehen der DDR keine Chance, da er darauf bestand, an seinen Manuskripten keine politisch motivierten Veränderungen vornehmen zu müssen.
Stengels Markenzeichen war sein scharfer Wortwitz, mit dem er gegen Stilblüten und Sprachschludereien zu Felde zog – so u. a. 1979 mit der Sprechplatte „Aus Willi Wuschkes Geredeschuppen“ und auch über mehrere Jahre regelmäßig in der Ostthüringer Zeitung mit seinen glossenhaften Beiträgen, Wortadella, von denen 1997 Auszüge in Buchform veröffentlicht wurden. Von ihm stammt der Ausspruch: „Die Deutschen können nicht deutsch sprechen.“ Außerdem beschäftigte sich Stengel mit Palindromen und veröffentlichte darüber 1984 das Buch Annasusanna. Die Gesamtauflage seines 50 Titel umfassenden Werkes beträgt zwei Millionen.
1995 zog er mit seiner Frau Hela Stengel (1928–2016) in den Westteil des nun vereinten Berlins. 1998 trat er im Bundestagswahlkreis Greiz – Altenburger Land für die PDS als Wahlkreisbewerber an. Stengel starb 2003 an seinem 81. Geburtstag. Er ist auf dem Zentralfriedhof Friedrichsfelde in der Reihe der Künstlergräber bestattet.

## Auszeichnungen
1974 Kunstpreis der DDR

## Werke

### Bücher
- mit schrubber und besen. Thüringer Volksverlag, Weimar 1950, DNB 454869568.
- Gelichter und Gelächter. Ein humoristisch-satirischer Streifzug. Verlag der Kunst, Dresden 1954, DNB 870788078.
- Theo und das Auto Tüt. Mit Eberhard Binder. Kinderbuchverlag, Ost-Berlin 1960, DNB 450468828.
- Matrose Ottchen. Mit Eberhard Binder. Kinderbuchverlag, Ost-Berlin 1960, DNB 450468798.
- 1, 2, 3 wir sind dabei. Ein Zahlenbilderbuch. Erdacht und gemalt von Ingeborg Meyer-Rey und Rudolf Schultz-Debowski. Kinderbuchverlag, Ost-Berlin 1962, DNB 453363458.
- Die neue Leier. Heitere Verse. Illustrationen von Werner Klemke. Eulenspiegel-Verlag, Ost-Berlin 1964, DNB 454869541.
- Zirkus drunter und drüber. Bilder von Ingeborg Mayer-Rey und Rudolf Schultz-Debowski. Kinderbuchverlag, Ost-Berlin 1965, DNB 453363709.
- Mit Stengelszungen. Epigramme. Illustrationen von Rolf Felix Müller. Eulenspiegel-Verlag, Ost-Berlin 1967, DNB 458230642.
- Seegang, Satan, Sansibar. Enthüllungen eines überlebenden Frachtschiffpassagiers. Illustrationen von Rolf Felix Müller. Eulenspiegel-Verlag, Ost-Berlin 1968, DNB 458230669.
- Schnurrpfeifland am Schnurrpfeifstrand. Illustrationen von Karl Schrader. Kinderbuchverlag, Ost-Berlin 1968, DNB 577609548.
- So ein Struwwelpeter. Lustige Geschichten und drollige Bilder für Kinder von 3 bis 6 Jahren. Mit Karl Schrader. Kinderbuchverlag, Ost-Berlin 1970, DNB 458230685.
- Frühling, Sommer, Herz und Kinder. Heitere Gedichte. Illustrationen von Thomas Schleusing. Eulenspiegel-Verlag, Ost-Berlin 1970, DNB 458230634.
- Stenglish for you. Epigramme. Illustrationen von Rolf Felix Müller. Eulenspiegel-Verlag, Ost-Berlin 1971, DNB 740300911.
- Der rettende Stengel. 75 Epigramme. Eulenspiegel-Verlag, Ost-Berlin 1974, DNB 790107457.
- Kleiner Vater, großer Sohn. Bilder von Karl Schrader. Eulenspiegel-Verlag, Ost-Berlin 1975, DNB 790404990.
- Die feine stenglische Art. Epigramme. Eulenspiegel-Verlag, Ost-Berlin 1976, DNB 780157516.
- Strophe muß sein! Dicht auf den Versen. Eulenspiegel-Verlag, Ost-Berlin 1977, DNB 790065487.
- Der Unschuldsstengel. Epigramme. Eulenspiegel-Verlag, Ost-Berlin 1978, DNB 790070340.
- Die Wortspielwiese. Allerhand Wort- und Sprachspielereien. Illustrationen von Rolf Felix Müller. Kinderbuchverlag, Ost-Berlin 1979, DNB 820213993.
- Als ich mal in Japan war. Schiffsreisenotizen auf und unter dem japanischen Diwan. Illustrationen von Erika Baarmann. Eulenspiegel-Verlag, Ost-Berlin 1979, DNB 800329775.
- Mit Stengelsgeduls. Epigramme. Eulenspiegel-Verlag, Ost-Berlin 1980, DNB 810529106.
- Stengelsextrakt. Ein epigrammatisches Vademekum. Eulenspiegel-Verlag, Ost-Berlin 1982, DNB 830414657.
- Greizer Sonate. Mit Feder und Foto. Mit Gerhard Kiesling. Brockhaus, Leipzig 1983, DNB 830856323.
- Annasusanna. Ein Pendelbuch für Rechts- und Linksleser. Illustrationen von Hans Eberhard Ernst. Eulenspiegel-Verlag, Ost-Berlin 1984, DNB 850316820.
- Stenglisch Waltz. Epigramme. Illustrationen von Rolf Felix Müller. Eulenspiegel-Verlag, Ost-Berlin 1986, DNB 870254189.
- Menschen – Macken – Monumente. Reiher-Verlag, Berlin 1991, ISBN 3-910163-52-1.
- Im Stenglischen Garten. Epigramme und Epikrümel. Eulenspiegel-Verlag, Berlin 1991, ISBN 3-359-00401-9.
- Der dicke Stengel. Illustrationen von Hans-Eberhard Ernst. Hrsg.: Werner Sellhorn. Eulenspiegel-Verlag, Berlin 1996, ISBN 3-359-00820-0.
- Wortadella. Allerhand Sprachwursteleien. Illustrationen von Rolf Felix Müller. Eulenspiegel-Verlag, Berlin 1997, ISBN 3-359-00886-3.
- Ein Dromedar aus Karakum. Sämtliche Epigramme, Minigramme, Mikrogramme und Kleinstgedichte von 1949 bis 1999. Illustrationen von Rolf Felix Müller. Eulenspiegel-Verlag, Berlin 1999, ISBN 3-359-00969-X.
- Dicht an dicht. Sämtliche Gedichte. Eulenspiegel-Verlag, Berlin 2002, ISBN 3-359-01441-3.
- Rettet dem Dativ. Eulenspiegel-Verlag, Berlin 2006, ISBN 978-3-359-01642-7.
- Wer lernt mir deutsch? 77 Lektionen über falsches und richtiges Sprechen. Eulenspiegel-Verlag, Berlin 2008, ISBN 978-3-359-02203-9.

Beteiligt an
- Reisen ist gefährlich (= Taschen-Eulenspiegel. Nr. 13). Eulenspiegel-Verlag, Ost-Berlin 1960, DNB 364196378 (mit Herluf Bidstrup).
- Der Pfannkuchen im Wandel der Zeiten. Ein Eulenspiegelleser-Diskussions-Querschnitt durch den Pfannkuchen (= Taschen-Eulenspiegel. Nr. 32). Eulenspiegel-Verlag, Ost-Berlin 1962, DNB 364196564 (mit Harri Parschau und Henry Büttner).
- Hansgeorg Stengel (Hrsg.): Reimereien. Eulenspiegel-Verlag, Ost-Berlin 1965, DNB 453970095.
- Hansgeorg Stengel (Hrsg.): Reiner Süß. Für Sie porträtiert. Deutscher Verlag für Musik, Leipzig 1974, DNB 750049863.
- Patente + Talente. Verlag Tribüne, Ost-Berlin 1988, ISBN 3-7303-0031-8 (Erfinder: Henry Büttner).
- Super-Struwelpeter. Lustige Geschichten und drollige Bilder für Kinder von 3 bis 93 Jahren. leiv, Leipzig 1993, ISBN 3-928885-45-6 (mit Hans-Eberhard Ernst).
- Max und Moritz die zwei Bengel, frei nach Wilhelm Busch. leiv, Leipzig 1994, ISBN 978-3-939509-23-3 (mit Hans-Eberhard Ernst; zuletzt in: Max & Maxim. Bonus: Knopp und Bobb In: Klassiker der DDR-Bildgeschichte. Ausgabe 23. Holzhof-Verlag, Dresden 2011).
- Die pfiffige Heinzelmannschaft. Aufgegriffen und angepiffen. Eulenspiegel-Verlag, Berlin 1996, ISBN 3-359-00859-6 (mit Hans-Eberhard Ernst).
- Akt mit Takt. Resch-Verlag, Meiningen 1997, ISBN 3-9805942-0-3 (mit Klaus Ender).
- Stengels großer Rätselspaß. Eulenspiegel-Verlag, Berlin 1998, ISBN 3-359-00919-3 (mit Manfred Bofinger).
- Wasserhahn und Muskelkater. Durch Stengels Zoo. leiv, Leipzig 2000, ISBN 3-89603-046-9 (mit Hans-Eberhard Ernst).

### Tonträger
- Heiter und so weiter (Sampler; als Mitwirkender). Litera 865 259, VEB Deutsche Schallplatten Berlin/DDR, 1978
- Von und mit Hansgeorg Stengel und dem Jazz-Collegium Berlin. Litera 865 257, VEB Deutsche Schallplatten Berlin/DDR, 1979
- So ein Struwwelpeter [als Autor; Musik: Friedhelm Schönfeld, Interpreten: Wolfgang Dehler, Ruth Kommerell, Synke Dreger, Irina Popow]. Litera 860 268, VEB Deutsche Schallplatten Berlin/DDR, 1980; - Neuaufl. als CD, ISBN 3-89830-185-0
- Aus Willi Wuschkes Geredeschuppen. Litera 865 287, VEB Deutsche Schallplatten Berlin/DDR, 1979.
- Eulenplatte (Sampler; als Mitwirkender). Litera 865 368, VEB Deutsche Schallplatten Berlin/DDR, 1984
- Breitmaulfrösche – Ein Stengel 5 Jazzer und viele Epigramme, Verlag Eulenspiegel, 2000 (mit Uschi Brüning, Ernst-Ludwig Petrowsky, Detlef Bielke, Günter Bartel, Wolfgang Zicke Schneider)
- Kalauer Doppelsalto (mit Ruth Hohmann und dem Macky-Gäbler-Quartett). Verlag Ohreule, 2000
- Nomadenpüree von und mit Hansgeorg Stengel (musikalisch begleitet vom Jazz-Collegium Berlin). Verlag Ohreule, 2000